# Škabrnja
Škabrnja je općina u Zadarskoj županiji u Hrvatskoj.

## Zemljopis
Škabrnja je smještena u središtu Ravnih kotara, 15-ak kilometara jugoistočno od Zadra. Općina Škabrnja obuhvaća naselja Škabrnja i Prkos. Obuhvaća prostor od 22,93 kvadratnih kilometara, što je oko 0,6% površine Zadarske županije. Klima: suha i topla ljeta, blage i vlažne zime.   
Škabrnja se dijeli na dva naselja: Prkos i Škabrnju, te na više malih zaseoka.   

## Stanovništvo
Prema popisu iz 2011. Općina Škabrnja imala je 1776 stanovnika, a 1413 stanovnika je živjelo u naselju Škabrnja.
Inače u Škabrnji živi većinom hrvatsko stanovništvo rimokatoličke vjere.
| broj stanovnika | 478   | 563   | 592   | 592   | 697   | 887   | 970   | 1086  | 1515  | 1725  | 1992  | 2169  | 1967  | 2350  | 1772  | 1776  | 1661  |
|                 | 1857. | 1869. | 1880. | 1890. | 1900. | 1910. | 1921. | 1931. | 1948. | 1953. | 1961. | 1971. | 1981. | 1991. | 2001. | 2011. | 2021. |

| broj stanovnika | 358   | 563   | 505   | 483   | 507   | 765   | 730   | 862   | 1275  | 1415  | 1625  | 1794  | 1588  | 1953  | 1424  | 1413  | 1320  |
|                 | 1857. | 1869. | 1880. | 1890. | 1900. | 1910. | 1921. | 1931. | 1948. | 1953. | 1961. | 1971. | 1981. | 1991. | 2001. | 2011. | 2021. |

## Uprava
Teritorijalnim ustrojem Republike Hrvatske, godine 1992., odnosno stvaranjem lokalne uprave i samouprave, ustrojena je i Općina Škabrnja. Prije Domovinskog rata u bivšem teritorijalnom ustroju kao Mjesna zajednica bila je u sastavu tadašnje Općine Zadar.
Današnji načelnik Općine Škabrnja je Ivan Škara, dok su od 1992. godine tu dužnost obavljali Zoran Gurlica, Ante Milković, Mladen Škara, Luka Škara i Nedjeljko Bubnjar.

## Povijest
Mjesto Škabrnja dobilo je ime po škalju, škaljevitoj brnjici - brnji, škaljevitom usponu pa otud i naziv Škabrnja.
Prvi put naziv Škabrnja u službenim dokumentima spominje Zadarski bilježnik Simon Damiani. On u svojstvu javnog bilježnika posreduje u sklapanju ugovora o prodaji zemlje između prodavatelja Jurja Markovića zvanog Pavičić od plemena Šubić, i kupca zemljišta Ljupka Draganca plemića iz Zadra. Zemlja se nalazi, kaže on: u selu Kamenjane uz crkvu Sv. Luke kod gaja Škabrnje.
Kamenjani se prvi put spominju 1070. god, a posljednji put 1700. god.
U povijesti Kamenjana spominje se crkva sv. Marije, nekoć crkva sv. Jurja koja je bila u vlasništvu hrv. kraljeva.
Zbog svoje domoljubnosti, i činjenice da je bilo čisto hrvatsko selo, kao i zbog toga što je marljivošću svojih seljana postalo najbogatijim selom u tom kraju, bilo je metom antihrvatskih i velikosrpskih elemenata u objema Jugoslavijama, a mržnja se dvaput iskazala do kraja. Prvi put u Drugom svjetskom ratu, kad je poginulo ili ubijeno 80 seljana, a drugi put za vrijeme velikosrpske agresije na Hrvatsku i četničke pobune u susjedstvu, kada su velikosrpski zločinci iz susjednih sela uz pomoć JNA počinili 18. studenoga 1991. pokolj u Škabrnji, kada su ubili 84 branitelja i civila, a selo sravnili sa zemljom.

## Poznate osobe
- Josip Genda pedeset je godina proboravio na kazališnim daskama. Rođen je 1943. u Škabrnji, a umro 2006. u Splitu.
- Joso Škara. Rođen 1958. u Škabrnji. 1992 izabran je za zastupnika u Sabor RH. 1994. imenovan je za zamjenika ministra rada i socijalne skrbi. 27. siječnja 1995. postaje Ministar rada i socijalne skrbi. Tu je dužnost obnašao do 2000. godine.
- Dr. Josip Brkić (1887. – 1959.), hrvatski političar, gradonačelnik Splita

## Spomenici i znamenitosti

### Crkva sv. Luke
U Škabrnji se na mjesnom groblju nalazi crkvica sv. Luke.

Crkva sv. Luke sagrađena je u 13. stoljeću. Presvođena je šiljastim gotičkim svodom, ojačana dvjema poprečnim pojasnicama. Taj je svod sagrađen 1440. godine.

Unutrašnjost crkve je jednobrodna i završava jednom širinom poluoblom apsidom. Na sredini apside je mali prozor, a na pročelju, iznad portala, također se nalazi uzak gotički prozor. Na sjevernom bočnom zidu nema nikakvih otvora, dok južni ima bočna vrata i mali prozor. Zvonik na preslicu s dva luka kasnija je dogradnja.

Uokolo sv. Luke nalazilo se srednjovjekovno selo Kamenjane, koje je u 13. i 14. stoljeću bilo u posjedu velikaške obitelji Šubić.
Krajem 17. stoljeća crkva je pretrpjela oštećenja, nakon kojih je obnovljena, a velika razaranja je također pretrpjela tijekom Domovinskog rata od 1991. do 1995.

### Crkva sv. Marije
U Škabrnji, u zaseoku Ambar, u nekadašnjem srednjovjekovnom selu Podbrižane nalazi se crkvica Velike Gospe. Ona je sagrađena kao centralna, šesterolisna građevina u 11. stoljeću.

Kao takvu, možemo je svrstati u značajnu skupinu šesterolisnih crkvica starohrvatske sakralne arhitekture od koje se skupine većina nalazi upravo na području sjeverne Dalmacije.

Sagradili su je preci lučkog župana Kuzme, kao rodovsku zadužbinu. On je svoj udio prepustio
benediktinskom samostanu sv. Krševana u Zadru, o čemu svjedoči isprava iz 1166.
Inače, crkva je pretrpjela oštećenja, također u Domovinskom ratu.

### Spomenik prvom hrvatskom predsjedniku dr. Franji Tuđmanu
Prvi hrvatski predsjednik dr. Franjo Tuđman jedan je od najzaslužnijih za stvaranje moderne hrvatske države i zato je postao simbolom hrvatske slobode, samostalnosti i suverenosti.
U ime zahvalnosti, škabrnjski puk mu je digao spomenik u centru sela, kraj mjesne Crkve UBDM na Trgu dr. Franje Tuđmana.
Inače, spomenik je djelo poznatog hrvatskog akademskog kipara Kuzme Kovačića.

### Spomen-obilježje masovne grobnice
U središtu Škabrnje pokraj Osnovne škole Vladimira Nazora nalazi se spomen-obilježje masovne grobnice. U toj masovnoj grobnici je ubijeno 26 škabrnjskih civila, pretežno starijih ljudi, koji su ostali u mjestu tokom srpske okupacije u vrijeme Domovinskog rata. Obilježja masovnih grobnica u Hrvatskoj su svugdje ista: velika mramorna ploča s prorezom koji izgleda kao golubica (znak mira).
Osnovna škola "Vladimir Nazor" (www.os-vnazora-skabrnja.skole.hr)

## Kultura

### Kulturno umjetničko društvo Škabrnja
- KUD Škabrnja osnovan je tek 14. srpnja 2000. godine. Prije Domovinskog rata u Škabrnji nije postojalo niti jedan organizirano i utemeljeno kulturno-umjetničko društvo koje bi njegovalo i očuvalo običaje i tradiciju Škabrnje kroz pjesmu, ples i domaću riječ. Upravo to je bio poticaj nekolicini mještana da osnuju KUD. KUD Škabrnja njeguje narodne plesove: "Biranac" i "Kukulec", a sama svrha KUD-a je udruživanje većeg broja mladih ljudi i mještana u različite kulturno umjetničke sekcije kako bi oni razvijali svoje stvaralaštvo te njegovali i očuvali običaje tradiciju Škabrnje kroz pjesmu, ples i domaću riječ.  KUD Škabrnja do sada je nastupao na niz velikih smotri narodnog folklora, voditelj i ujedno najveći zanesenjak i ljubitelj narodnih običaja i tradicije je Bilaver Luka Šime.

### Klub Škabrnjana
Klub Škabrnjana osnovali su škabrnjski studenti sa Sveučilišta u Zagrebu 2005. godine. 
Iako je Klub registriran u Zagrebu, član Kluba može postati svaki Škabrnjanac, kao i oni podrijetlom iz Škabrnje bez obzira na prebivalište.

## Šport

### NK Škabrnja
NK Škabrnja je osnovan 1963. godine. Nakon rata klub nastavlja s radom.
NK Škabrnja ima muški nogometni klub te dječji nogometni klub.

### Košarkaški klub Škabrnja
Kako je u progonstvu dorastao jedan naraštaj škabrnjskih mladića koji su trenirali košarku po raznim zadarskim košarkaškim klubovima (npr. KK Zadar, KK Borik, KK Jazine i dr.) nakon povratka u Škabrnju potaknuto je osnivanje KK Škabrnja.
KK Škabrnja od svog osnutka do danas natječe se samo u Ljetnoj košarkaškoj ligi i do sada je postigao niz izvsnih rezultata. U sklopu KK Škabrnja djeluje i ŽKK Škabrnja, ali mlađi uzrast - kadeti i škola košarke za kadete i juniore. Trener i voditelj KK Škabrnja je Božo Škara, a prije njega nekadašnja igračica ŽKK Zadar, Blaženka Tadić.

## Vanjske poveznice
- Općina Škabrnja - Službene stranice općine Škabrnja
- Škabrnja Online

|  | Portal Hrvatske – Pristup člancima s tematikom o Hrvatskoj. |